# 등방 (삼국지)
등방(鄧方, ? ~ 221년 혹은 222년)은 중국 후한 말 ~ 삼국 시대 촉나라의 정치인이자 장군으로 자는 공산(孔山)이며 형주 남군 사람이다. 서촉 평정 후 남중(南中)에서 활동하였다. 사료가 일실되었기 때문에 《삼국지》에 별개의 전은 만들어지지 못했다. 소설 《삼국지연의》에는 등장하지 않는다.

## 생애
211년(건안 16년), 형주종사(荊州從事)로서 형주목 유비를 수행해 촉으로 들어갔다. 214년, 촉이 유비에 의해 평정된 후 등방은 건위속국도위(犍爲屬國都尉)가 되어 남중(南中)으로 파견되었다. 215년, 건위속국이 주제군(朱提郡)으로 개편되면서 등방도 주제태수로 승격했다. 관직은 안원장군(安遠將軍) 겸 내항도독(庲降都督)에 이르러 남창현(南昌縣)에 주둔하였다. 221년(장무 원년) 혹은 222년에 사망해 이회가 등방의 뒤를 이어 내항도독이 되었다.

## 평가
양희는 ‘강한 의지를 갖고 있으면서 재물을 가벼이 여기고 과감했다. 어려움을 만나도 흔들리지 않았고, 소수로 다수를 막아내 이역에서 소임을 다하였다’고 평하였다.

## 참고 문헌
- 진수, 《삼국지》45권 촉서 제15 등장종양전 양희전
- 상거, 《화양국지》4권 남중지